# كونراد بلا
كونراد بلا هو ملاكم تايلندي وملاكم كيك بوكسينغ وممثل كندي، ولد في 24 أكتوبر 1966 بمدريد في إسبانيا.

## أعمال

### أفلام
- (2011) المخلدون[2][3]

## وصلات خارجية
- كونراد بلا على موقع IMDb (الإنجليزية)
- كونراد بلا على موقع ميتاكريتيك (الإنجليزية)
- كونراد بلا على موقع روتن توميتوز (الإنجليزية)
- كونراد بلا على موقع قاعدة بيانات الأفلام العربية
- كونراد بلا على موقع ألو سيني (الفرنسية)
- كونراد بلا على موقع أول موفي (الإنجليزية)
- كونراد بلا على موقع قاعدة بيانات الأفلام السويدية (السويدية)
- كونراد بلا على موقع قاعدة بيانات الفيلم (الإنجليزية)
- كونراد بلا على موقع كينوبويسك (الروسية)